# Esnon
Esnon ist eine französische Gemeinde mit 386 Einwohnern (Stand: 1. Januar 2022) im Département Yonne in der Region Bourgogne-Franche-Comté (vor 2016 Burgund); sie gehört zum Arrondissement Auxerre und zum Kanton Brienon-sur-Armançon. 

## Geographie
Esnon liegt etwa 22 Kilometer nordnordöstlich von Auxerre am Canal de Bourgogne. Umgeben wird Esnon von den Nachbargemeinden Bussy-en-Othe im Norden und Westen, Bellechaume im Norden und Nordosten, Paroy-en-Othe im Nordosten, Brienon-sur-Armançon im Osten, Ormoy im Süden sowie Migennes im Westen und Südwesten.

## Bevölkerungsentwicklung
| Jahr                      | 1962 | 1968 | 1975 | 1982 | 1990 | 1999 | 2006 | 2013 |
| Einwohner                 | 270  | 227  | 241  | 268  | 360  | 338  | 374  | 393  |
| Quelle: Cassini und INSEE |      |      |      |      |      |      |      |      |

## Sehenswürdigkeiten

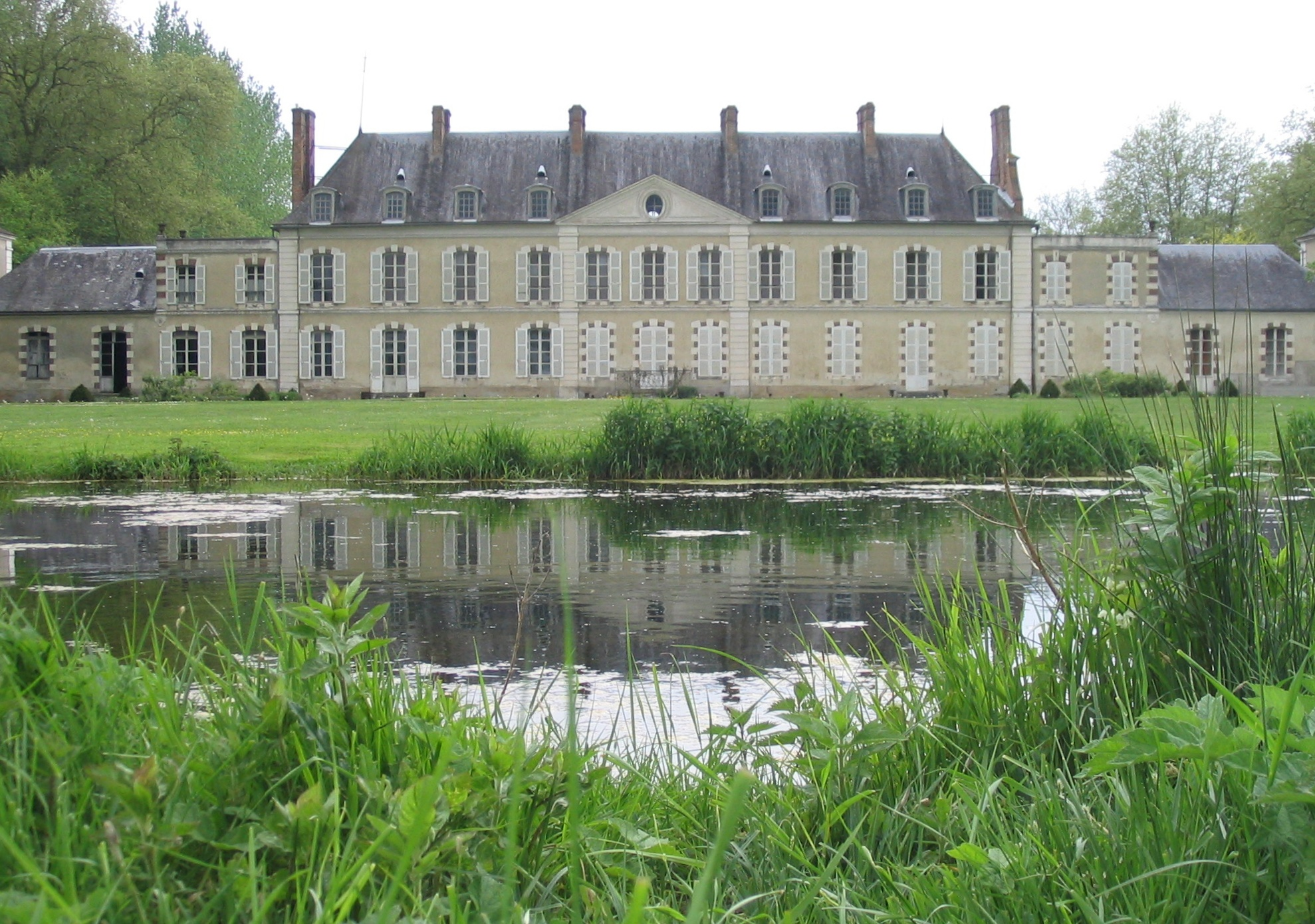
Schloss Esnon

- Kirche Saint-Thomas und Saint-Georges
- Schloss Esnon